# 茶坞站
茶坞站，位於北京市懷柔區橋梓鎮，建於1988年，為大秦鐵路的二等編組站，目前沒有客運業務，西離大同站342公里，東離秦皇島311公里，每日有大量煤炭列車駛經本站，並有部分電力機車以此站作整備點。本站為大秦鐵路沿線途中規模最大的車站，最多有16條股道並列。此外本站东侧有茶高联络线通往京承线高各庄站。